# El pollo, el pez y el cangrejo real
El pollo, el pez y el cangrejo real és una pel·lícula espanyola de documental dirigida el 2008 per José Luis López-Linares del Campo, sobre la base d'un guió escrit per ell mateix i per Antonio Saura Medrano. Fou presentada a Nova York per Turismo Madrid.

## Sinopsi
Documenta les peripècies del jove cuiner espanyol Jesús Almagro, guanyador del Campionat Regional de Cuina de la Comunitat de Madrid de 2006 i considerat com un dels millors xefs emergents dels darrers anys, quan es prepara per participar en el concurs culinari més important del món, el Bocuse d'Or, celebrat a França cada dos anys. Darrere el títol, que sembla evocar un conte infantil, s'amaga una aventura tensa sobre l'art de cuinar des d'una perspectiva desconeguda pels que no dominen el tema i en la que hi apareixen com a assessors coneguts xefs com Juan Mari Arzak o Pedro Larumbe.

## Repartiment
- Jesús Almagro ...	Ell mateix
- Juan María Arzak	... Ell mateix
- Alberto Chicote...	Ell mateix
- Félix Guerrero ... Ell mateix
- Pedro Larumbe...	Ell mateix
- Serge Vieira	... Ell mateix

## Premis i nominacions
| Any  | Esdeveniment                             | Categoria             | Resultat  |
| ---- | ---------------------------------------- | --------------------- | --------- |
| 2009 | XXIII Premis Goya                        | Pel·lícula documental | Nominada  |
| 2009 | Medalles del CEC de 2008                 | Millor documental     | Nominada  |
| 2009 | Premis Cinematogràfics José María Forqué | Millor documental     | Guanyador |